# Talsi
Talsi (niem. Talsen) – miasto na Łotwie, w północnej Kurlandii, na północ od drogi łączącej Rygę z Windawą, siedziba novadsu Talsi, 11 371 mieszkańców (2007).